# Pimpinella paniculata
Pimpinella paniculata är en flockblommig växtart som först beskrevs av Adrien René Franchet, och fick sitt nu gällande namn av Minosuke Hiroe. Pimpinella paniculata ingår i släktet bockrötter, och familjen flockblommiga växter. Inga underarter finns listade i Catalogue of Life.